# Mirocém
Amir Huceine Alcurdi (Amir Husain Al-Kurdi), denominado o Mirocém ou Mir-Hocém pelos portugueses foi governador da cidade de Jidá no Mar Vermelho, então parte do Sultanato Mameluco e destacou-se como almirante da frota mameluca egípcia, muito combatido e temido pelo Império Português no oceano Índico durante o século XVI. Pouco depois da chegada dos portugueses ao Índico, Mirocém foi enviado pelo sultão mameluco Axerafe Cançu Algauri para defender os seus interesses incluindo a defesa das frotas de peregrinos muçulmanos a Meca, que fazia parte do sultanato
Participou com Meliqueaz como líder da frota mameluca que na batalha de Chaul enfrentou e derrotou a frota de Lourenço de Almeida, filho do então vice-rei da Índia. Na sequência desta batalha foi ferozmente combatido e derrotado pelo vice-rei D.Francisco de Almeida, que em 1509  investiu contra o Mirocém na Batalha de Diu procurando assim vingar a morte do seu filho.